# Carlo Rispoli
Carlo Rispoli (Grosseto, 1961) è un fumettista italiano.

## Biografia
Laureato in medicina veterinaria, nel 2000 frequenta i corsi alla "Joe Kubert" School of Cartoon and Graphic Art a Dover (New Jersey). Dal 2004 collabora come disegnatore con la casa editrice Tecniche nuove di Milano e tiene alcuni corsi presso la scuola di fumetto e il liceo artistico di Grosseto. Sweets e Sophie sono due sue graphic novel del 2009, raccolte in E tornarono a parlare di dame e cavalieri e per l'America in Knights and Ladies.
Per alcuni anni ha collaborato con Kevin Grevioux su alcuni progetti di genere noir, pulp e western. Ha realizzato la trilogia di Treasure Island, basata sull'omonima opera di Robert Louis Stevenson, in collaborazione con Manuel Pace, pubblicata da Segni d'Autore dal 2012 al 2013. Nel 2013 realizza Sangue sul Lago Otsego su sceneggiatura di Carlo Bazan. È stato tra gli ospiti d'onore dell'ARFestival 2015. Sempre per Segni d'Autore ha realizzato La coccarda rossa 1861 (2014), scritto da Mauro Mercuri e Carlo Bazan, e il suo seguito La disfatta dei cavalieri grigi (2017).

## Opere
- Treasure Island, 3 voll., scritto da Manuel Pace, Segni d'Autore, 2012-2013; volume unico, 2018
- Deerfield 1704. Sangue sul lago Otsego, scritto da Carlo Bazan, Segni d'Autore, 2013; ristampa a colori, 2016
- La coccarda rossa 1861, scritto da Carlo Bazan e Mauro Mercuri, Segni d'Autore, 2014
- Le due tigri. Dal romanzo di Emilio Salgari, Segni d'Autore, 2015
- Montecristo. Dal romanzo di Alexandre Dumas, Segni d'Autore, 2016
- La disfatta dei cavalieri grigi, scritto da Carlo Bazan e Mauro Mercuri, Segni d'Autore, 2017
- Pietro Manodori, scritto da Francesco Vacca, Segni d'Autore, 2017
- La isla desconocida, Segni d'Autore, 2018
- The Cruise of the Pequod, Segni d'Autore, 2019
- Le notti bianche, scritto da Andrea Laprovitera, Edizioni NPE, 2022